# Kladzany
Kladzany – wieś (obec) na Słowacji położona w kraju preszowskim, w powiecie Vranov nad Topľou. Pierwsze wzmianki o miejscowości pochodzą z 1391 roku.
Według danych z dnia 31 grudnia 2012 roku, wieś zamieszkiwało 529 osób, w tym 267 kobiet i 262 mężczyzn.
W 2001 roku rozkład populacji względem narodowości i przynależności etnicznej wyglądał następująco:
- Słowacy – 99,16%
- Czesi – 0,17%
- Rusini – 0,34%
- Węgrzy – 0,34%

Ze względu na wyznawaną religię struktura mieszkańców kształtowała się w 2001 roku następująco:
- Katolicy rzymscy – 14,77%
- Grekokatolicy – 2,35%
- Ewangelicy – 75%
- Ateiści – 1,68%
- Nie podano – 0,84%